# 钼酸锌
钼酸锌是一种无机化合物，化学式为ZnMoO4。它可由三氧化钼和氧化锌在高温反应，或由钼酸钠和氯化锌在溶液中反应制得。

## 性质
白色四方晶系粉末。能释放出钼酸根离子在钢铁表面形成复合的不溶物，有防锈蚀作用。

## 用途
主要用作无毒防锈颜料。